# Železniční trať Plzeň–Žatec
Železniční trať Plzeň–Žatec, v jízdním řádu pro cestující uváděná pod číslem 160, je součástí celostátní dráhy. Spojuje města Plzeň a Žatec, je dlouhá 107 km a její převážná část vede okresem Plzeň-sever a okresem Louny.
Koncese na stavbu trati byla udělena 21. dubna 1870. Následně byla vybudována hlavní trať Plzeň – Březno u Chomutova, ze které ve stanici Žabokliky odbočovala trať do Žatce. Stavbu trati v květnu roku 1872 narušily také silné přívalové deště a následný sesuv půdy, který mezi stanicemi Mladotice a Potvorov způsobil zával části rozestavěného tělesa. Dno údolí, po kterém měla trať původně vést, bylo přehrazeno a na jeho místě vzniklo Odlezelské jezero. Zhruba 5 km dlouhý úsek byl následně přeložen do západnější polohy. Provoz na trati byl zahájen 8. srpna 1873. Dne 1. července 1879 však byl provoz v úseku Žabokliky – Březno u Chomutova zastaven a koleje v roce 1882 sneseny.
Zastávky Kněžice, Čejkovice, Žabokliky a Libočany nejsou uváděny v jízdních řádech, ve stanici Petrohrad zase zastavují jen jeden ranní a jeden večerní rychlík, a to pouze na znamení.

## Zabezpečovací zařízení
Úsek Plzeň hl. n. seř. n. (mimo) – Žatec západ (mimo) je od 1. června 2006 zapojen do dálkově ovládaného zabezpečovacího zařízení ESA 11 s dispečerským pracovištěm v Blatně u Jesenice. Z tohoto pracoviště se tedy ovládají tyto železniční stanice: Třemošná u Plzně, Horní Bříza, Kaznějov, Plasy, Mladotice, Žihle, Blatno u Jesenice, Petrohrad, Kryry, Vroutek, Podbořany, Kaštice a Žabokliky. Zařízení umožňuje místní ovládání z Kaznějova a Podbořan. Jako traťové zabezpečovací zařízení je mezi stanicemi instalováno automatické hradlo.

## Osobní doprava
R25 (Most - Plzeň, GW Train Regio - jednotky 628 (CZ 845).[kdy?][zdroj?]
P4 (Plzeň - Blatno u Jesenice, ČD - jednotky 844, 847)[kdy?][zdroj?]

## Rekonstrukce trati
Trať se postupně celá rekonstruuje, tak aby zde vznikly nové oblouky tratě, které zvládnou rychlost do 100 km/h. Prozatím jsou hotové úseky: Kaštice - Podbořany, Vroutek - Petrohrad a pár oblouků (např. mezi Blatnem u Jesenice a Žihlí). V roce 2023 mezi červnem a zářím proběhla kompletní oprava úseku Petrohrad - Blatno u Jesenice. [zdroj⁠?!]

## Fotogalerie

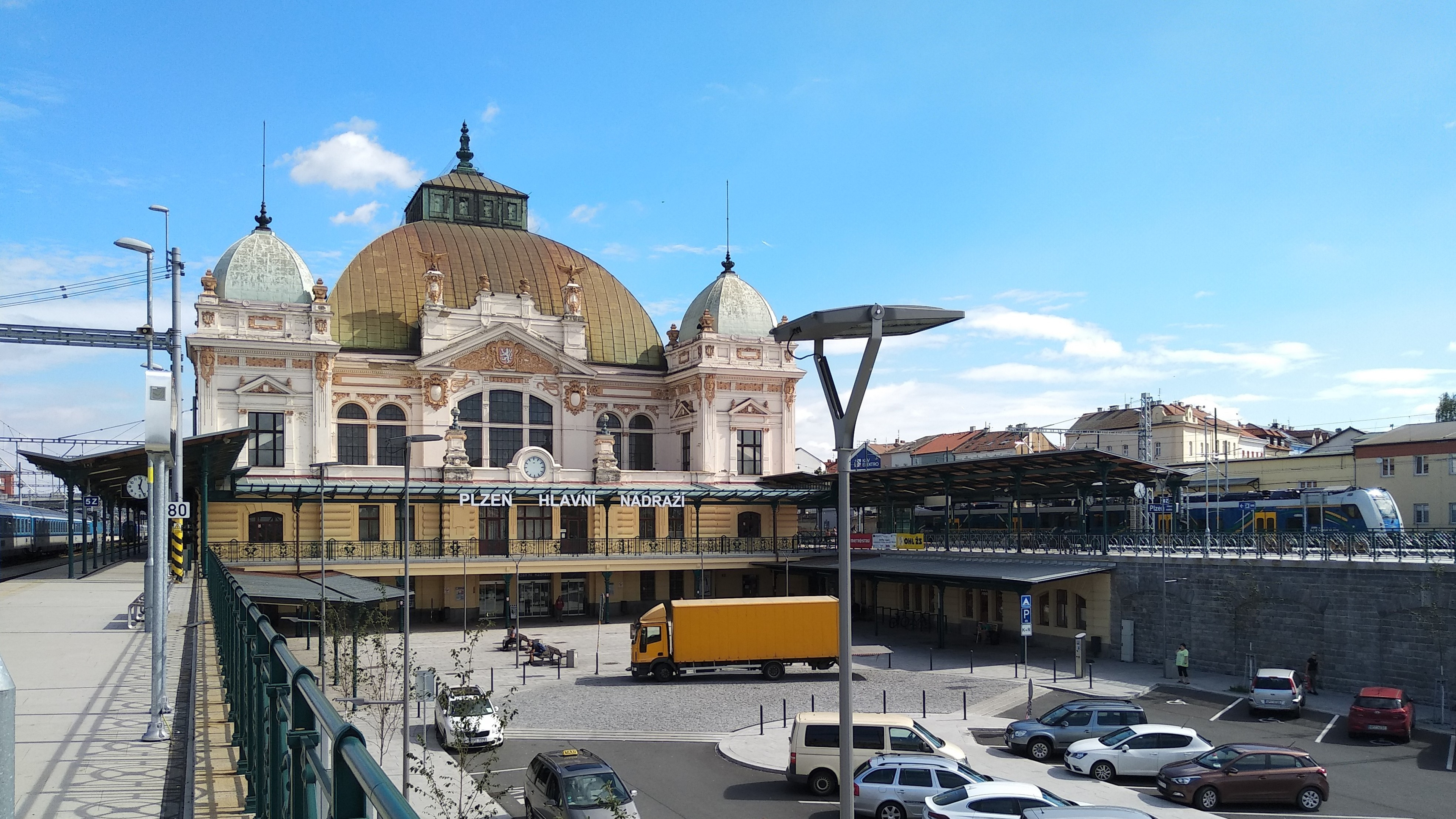
Plzeň hlavní nádraží
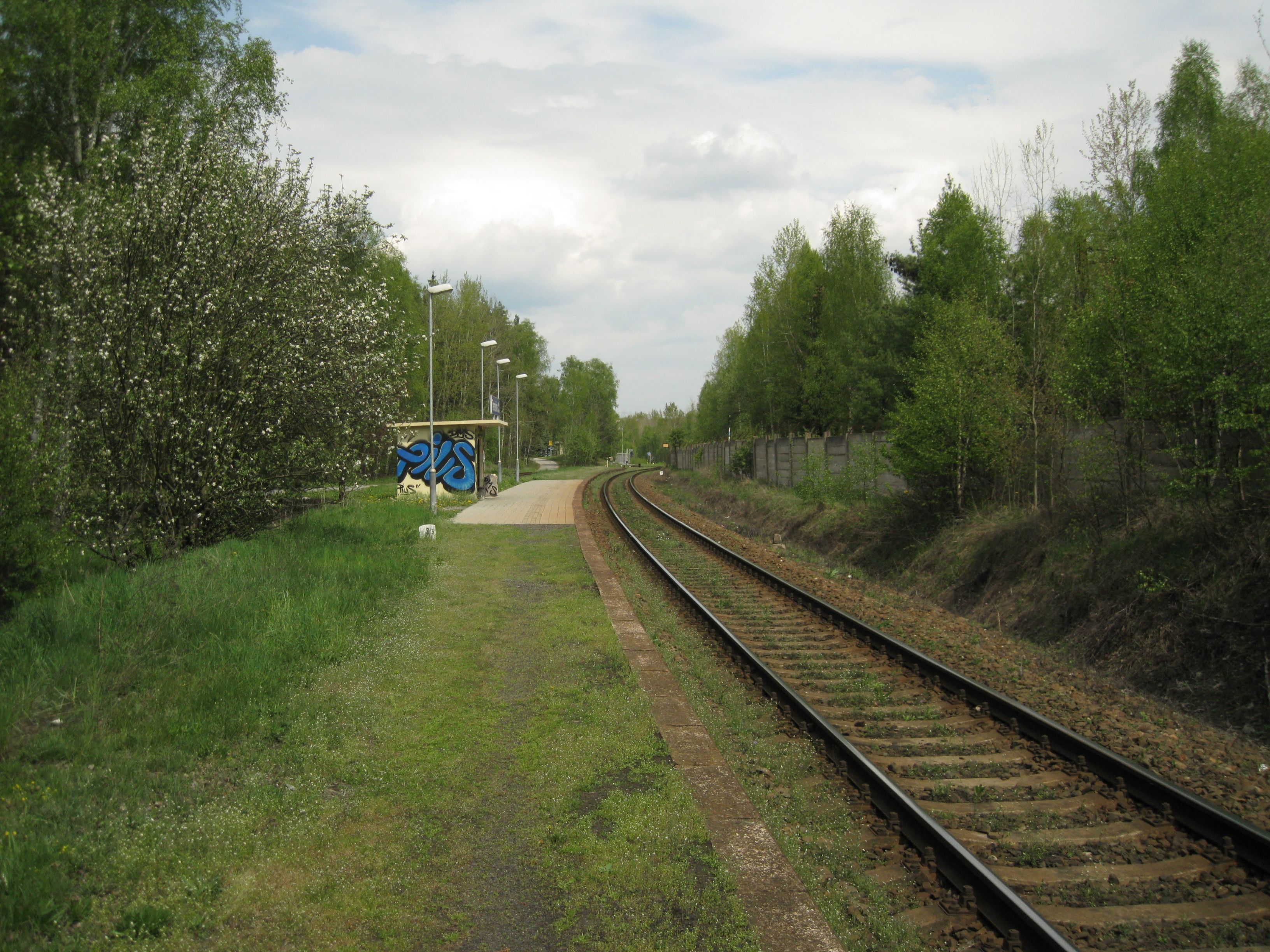
Plzeň-Orlík
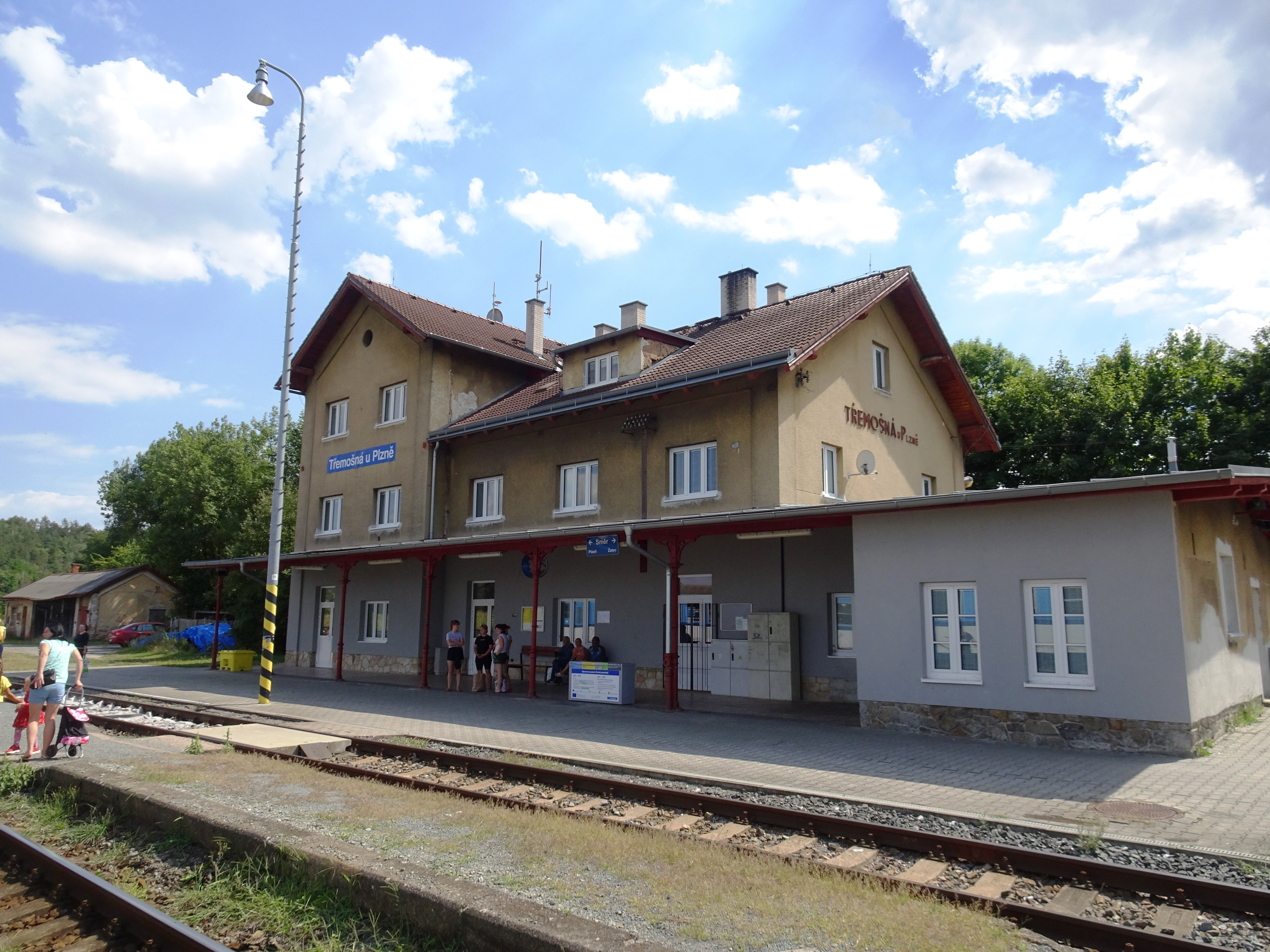
Třemošná u Plzně
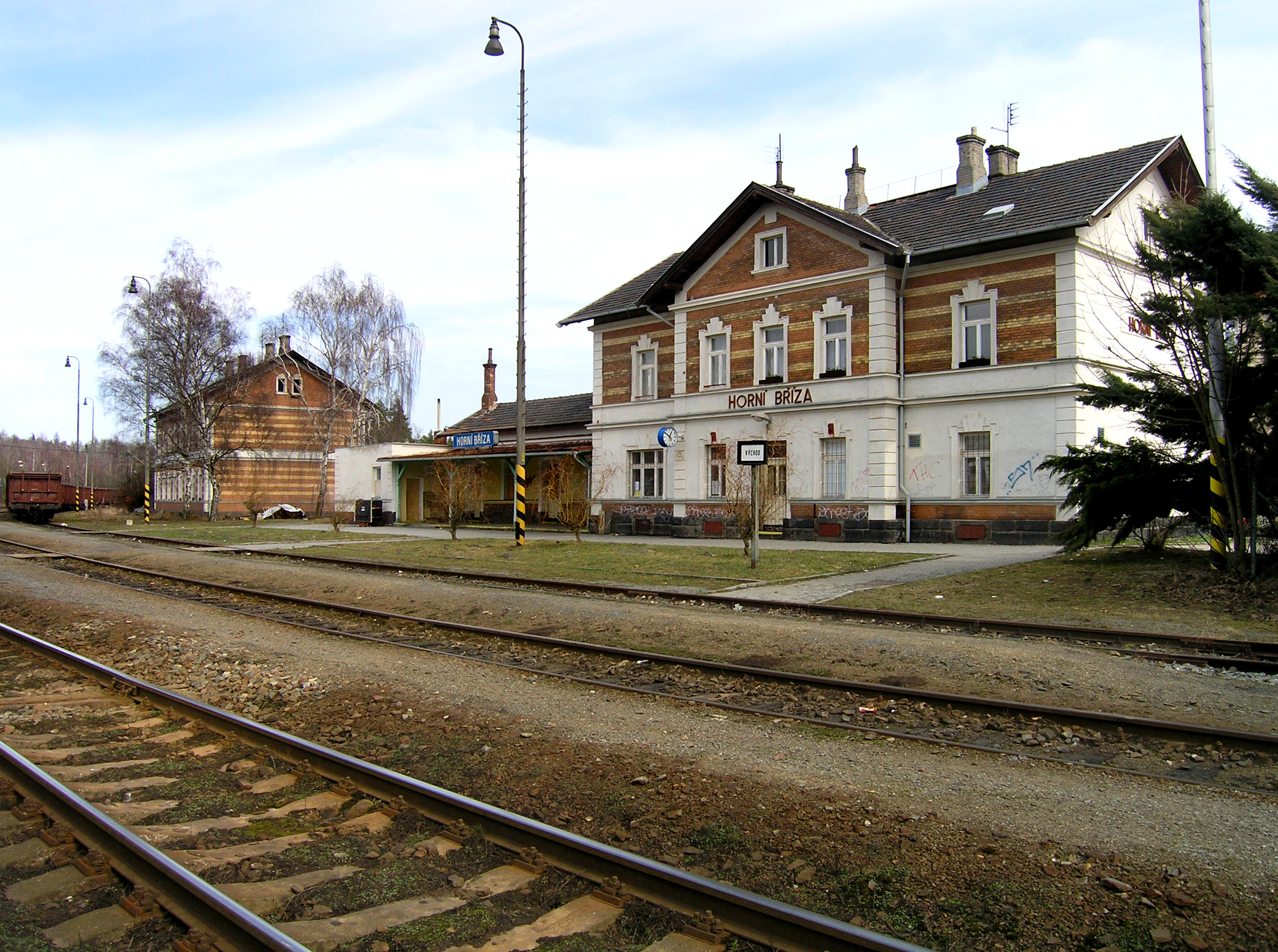
Horní Bříza
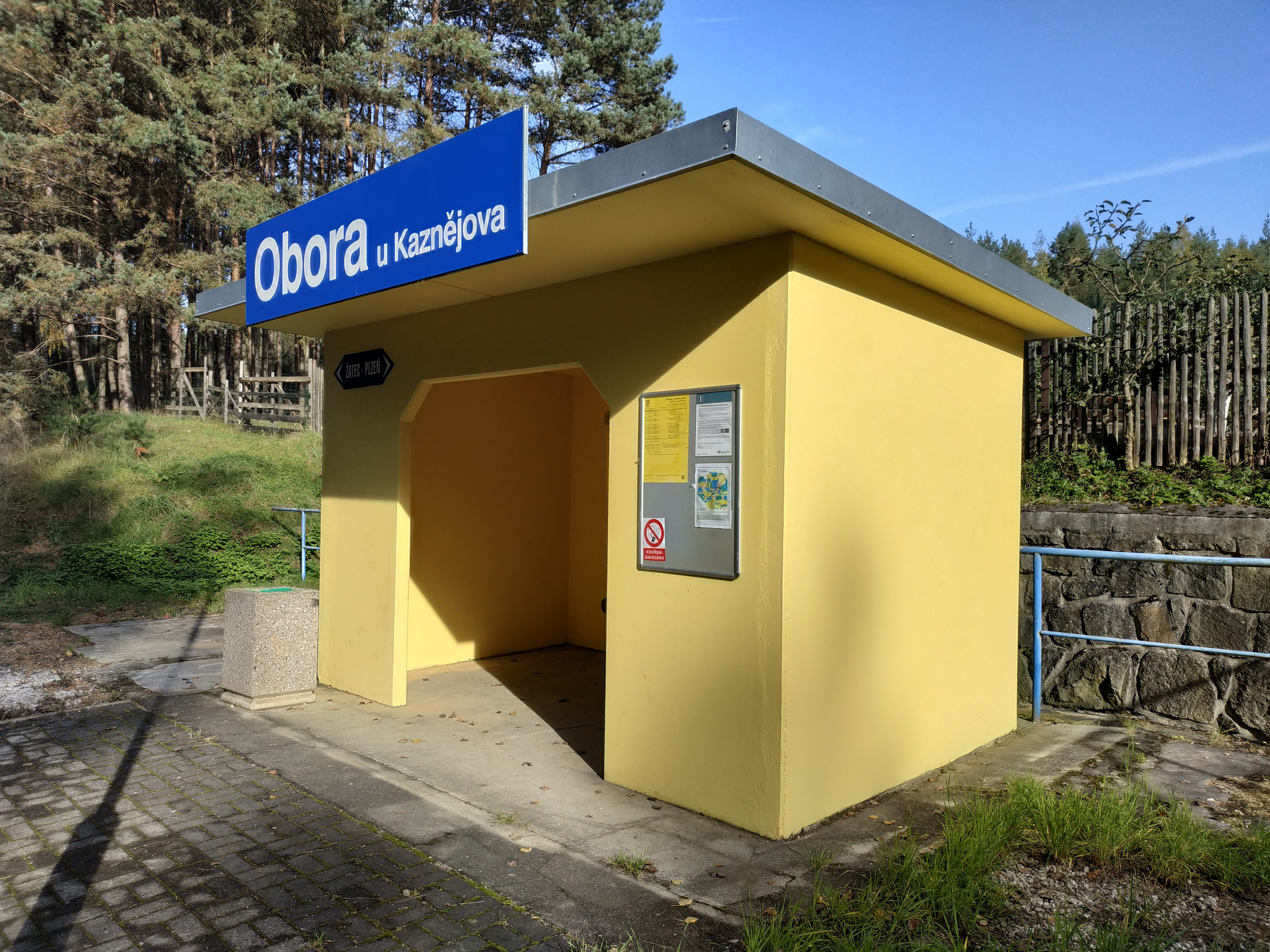
Obora u Kaznějova
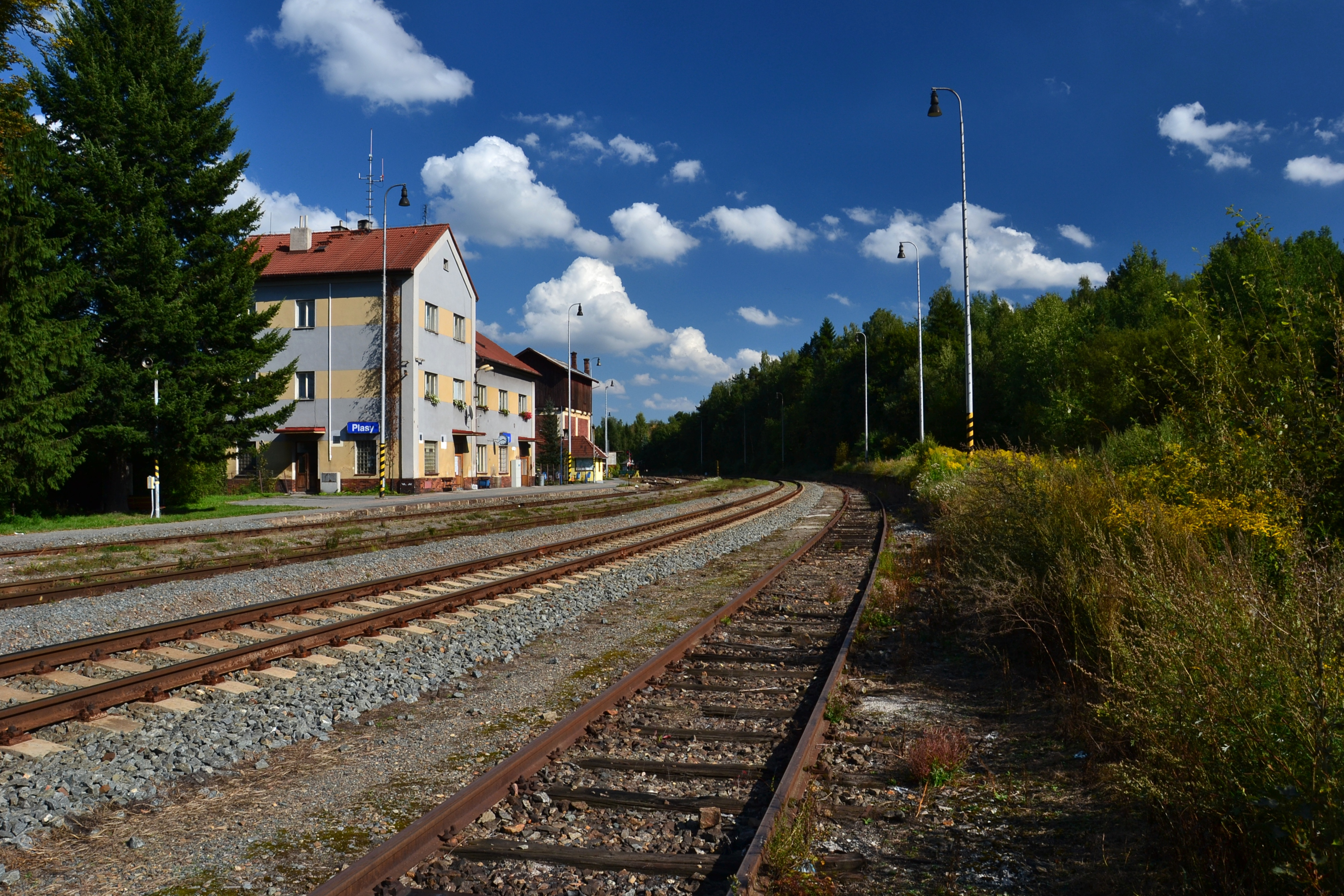
Plasy
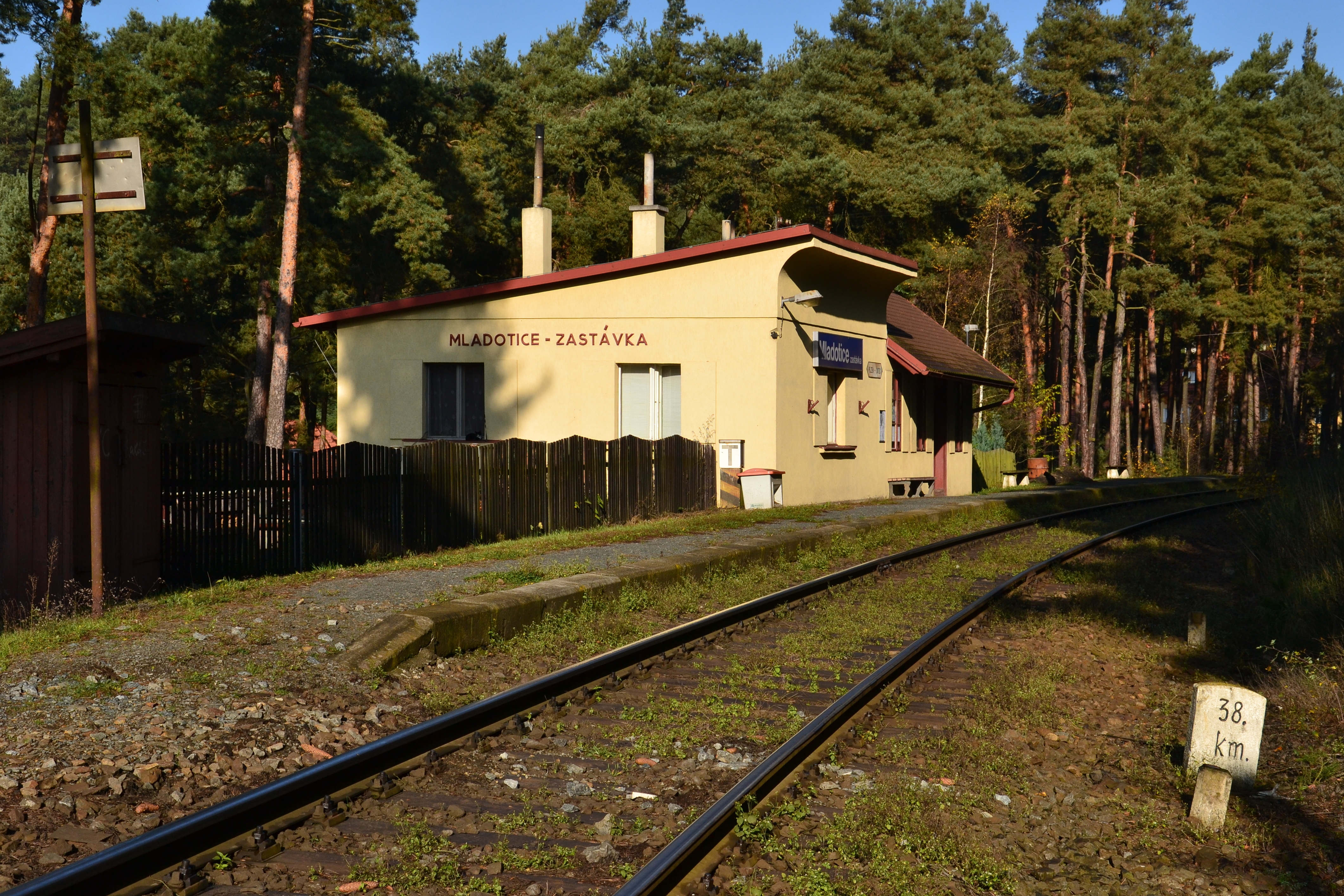
Mladotice zastávka
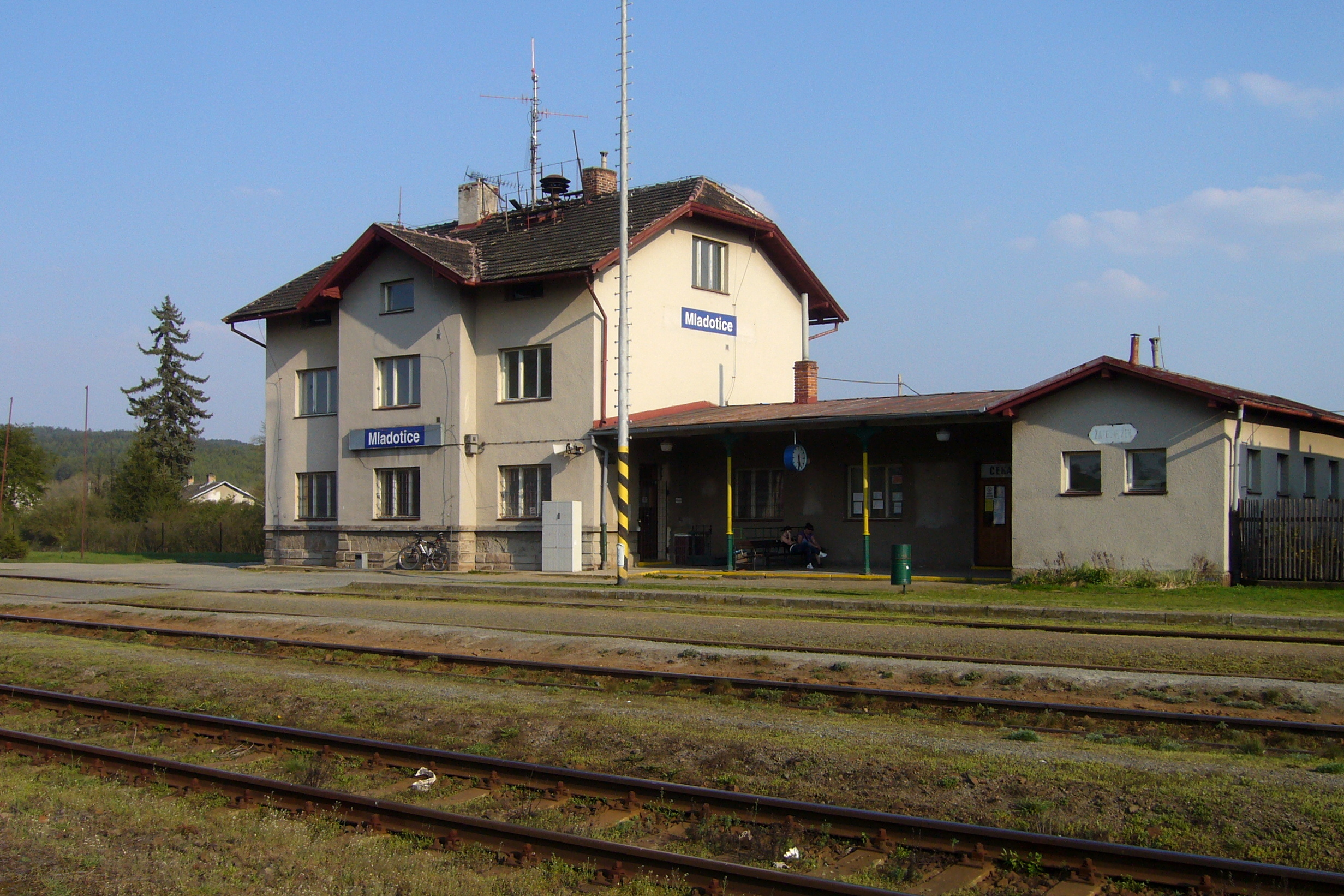
Mladotice
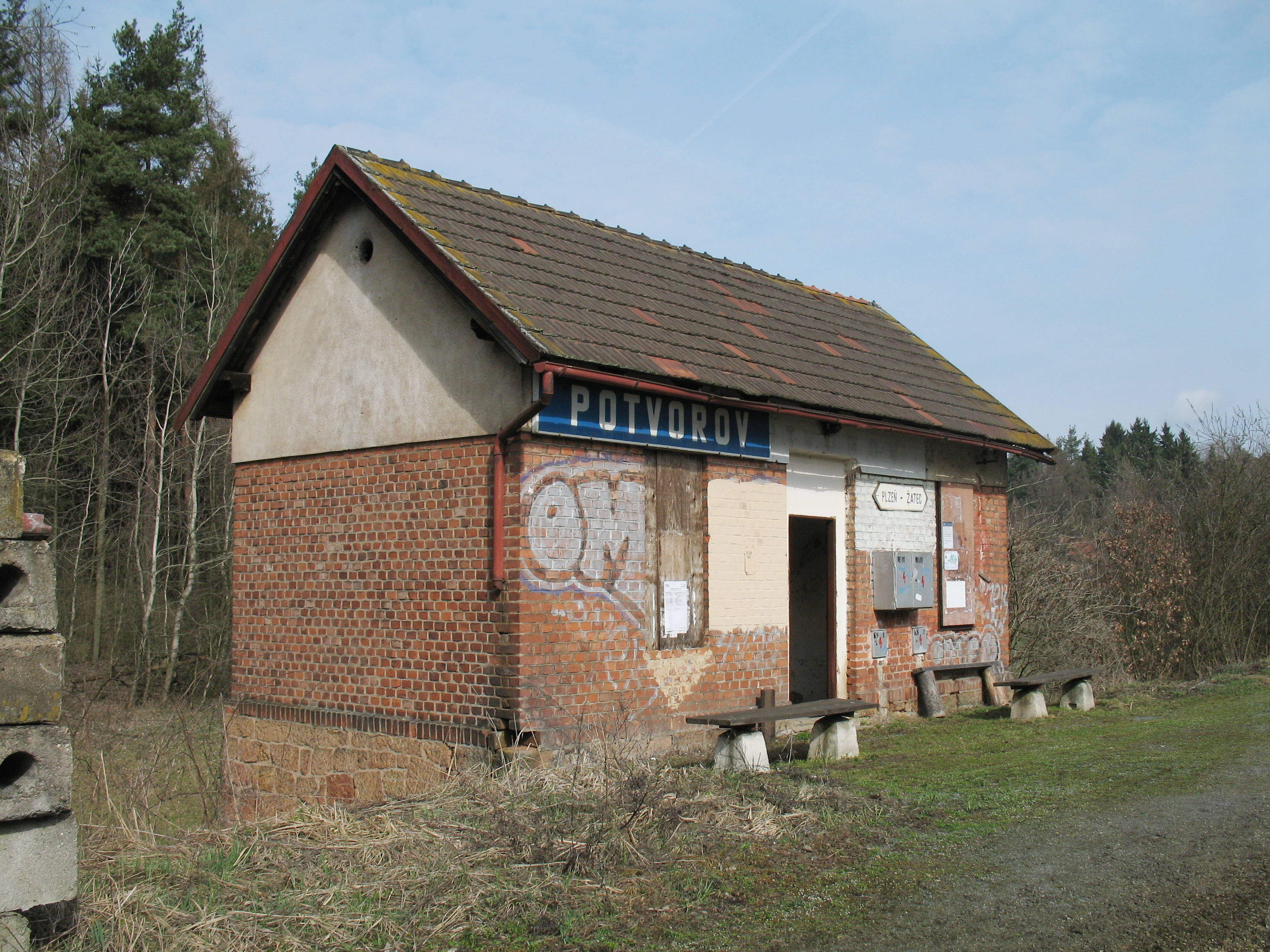
Potvorov
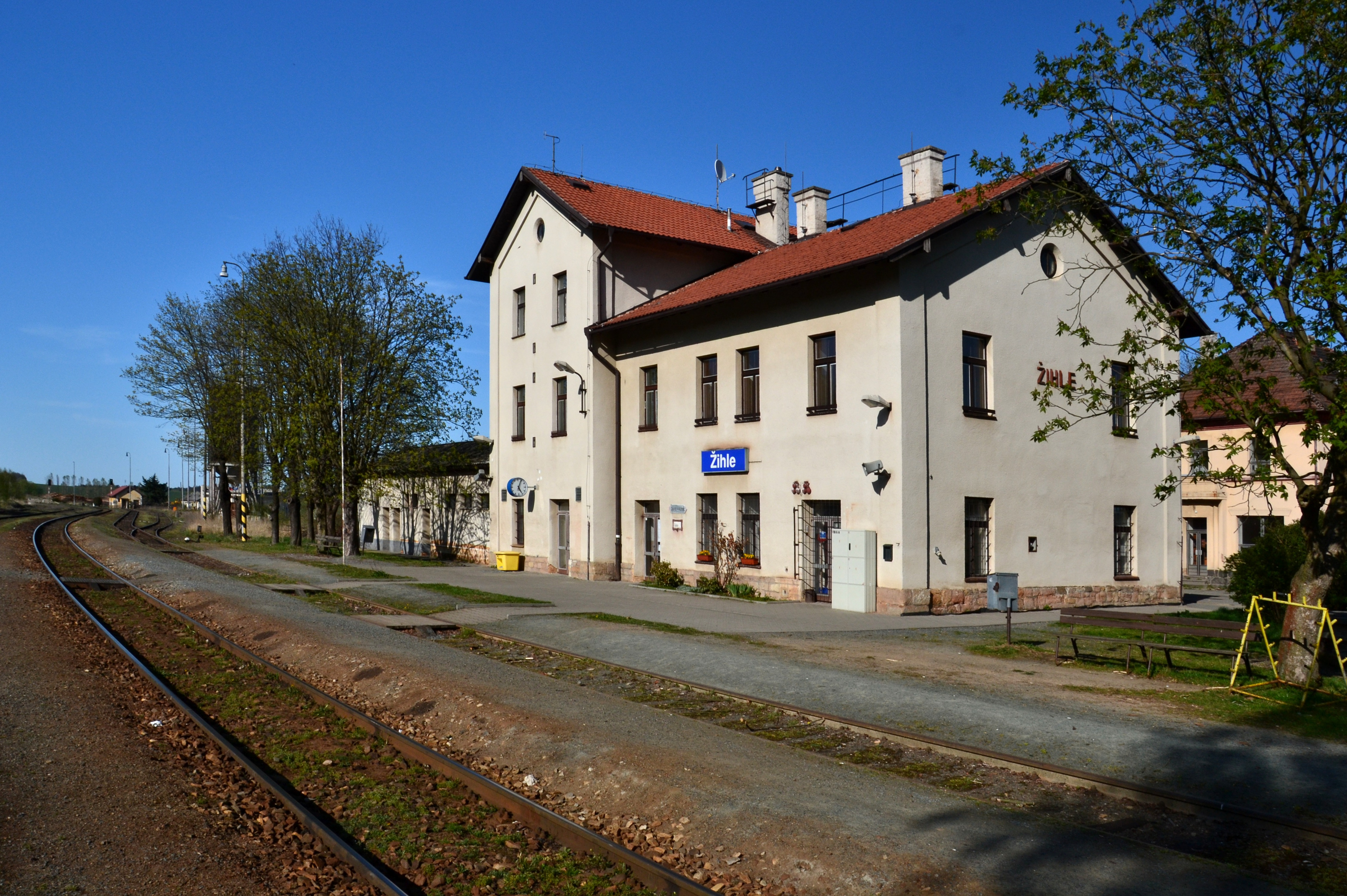
Žihle
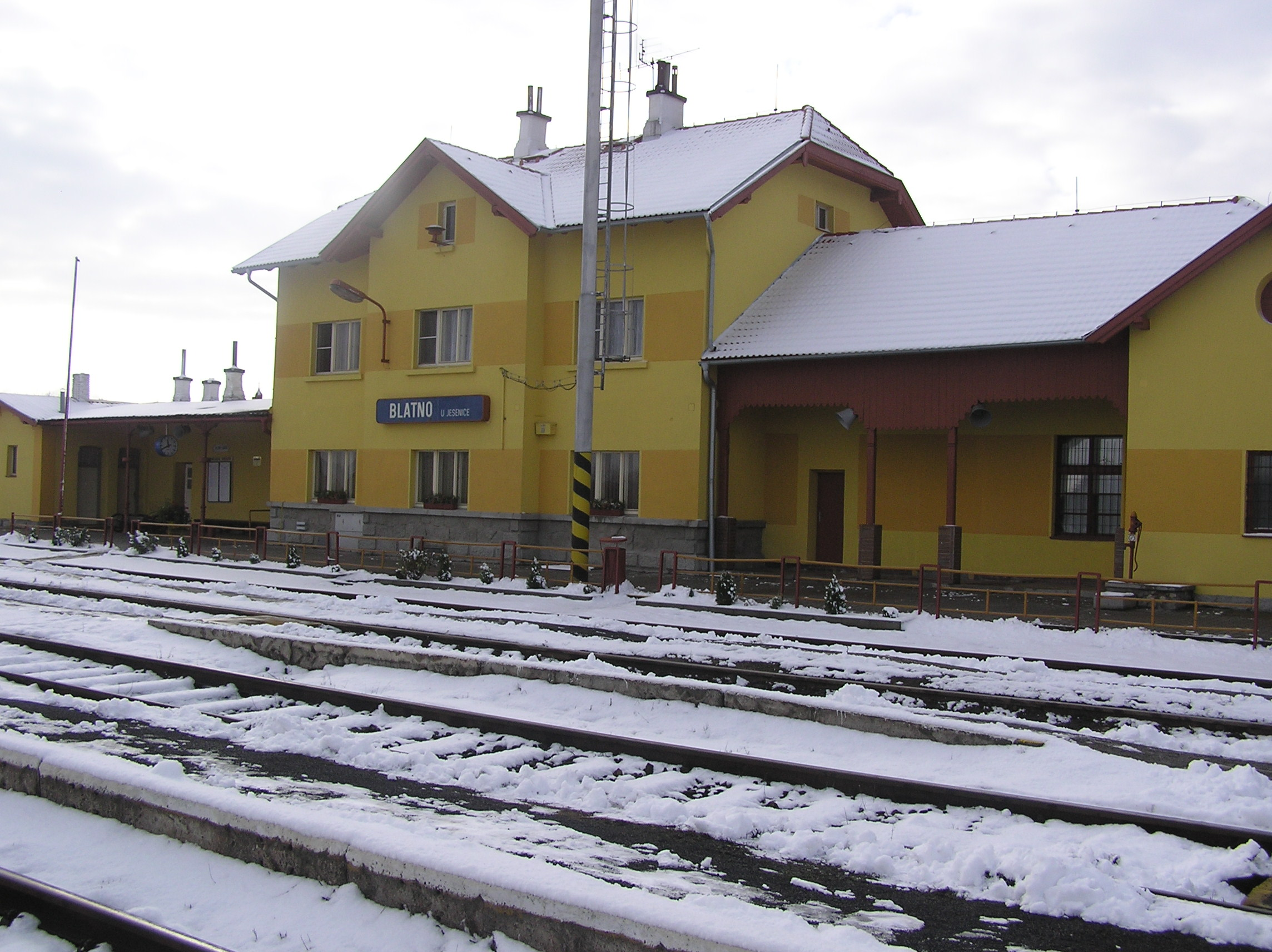
Blatno u Jesenice
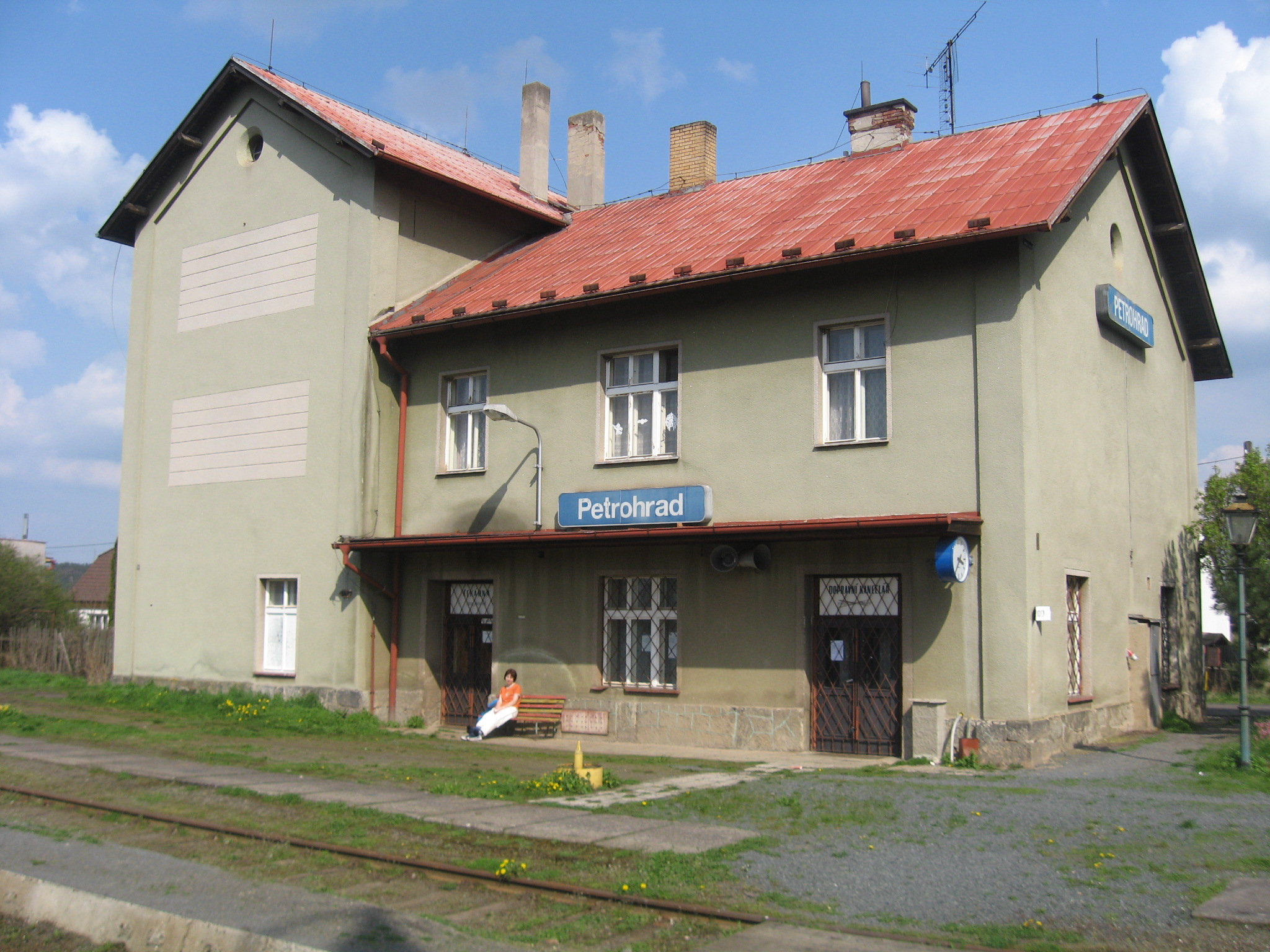
Petrohrad
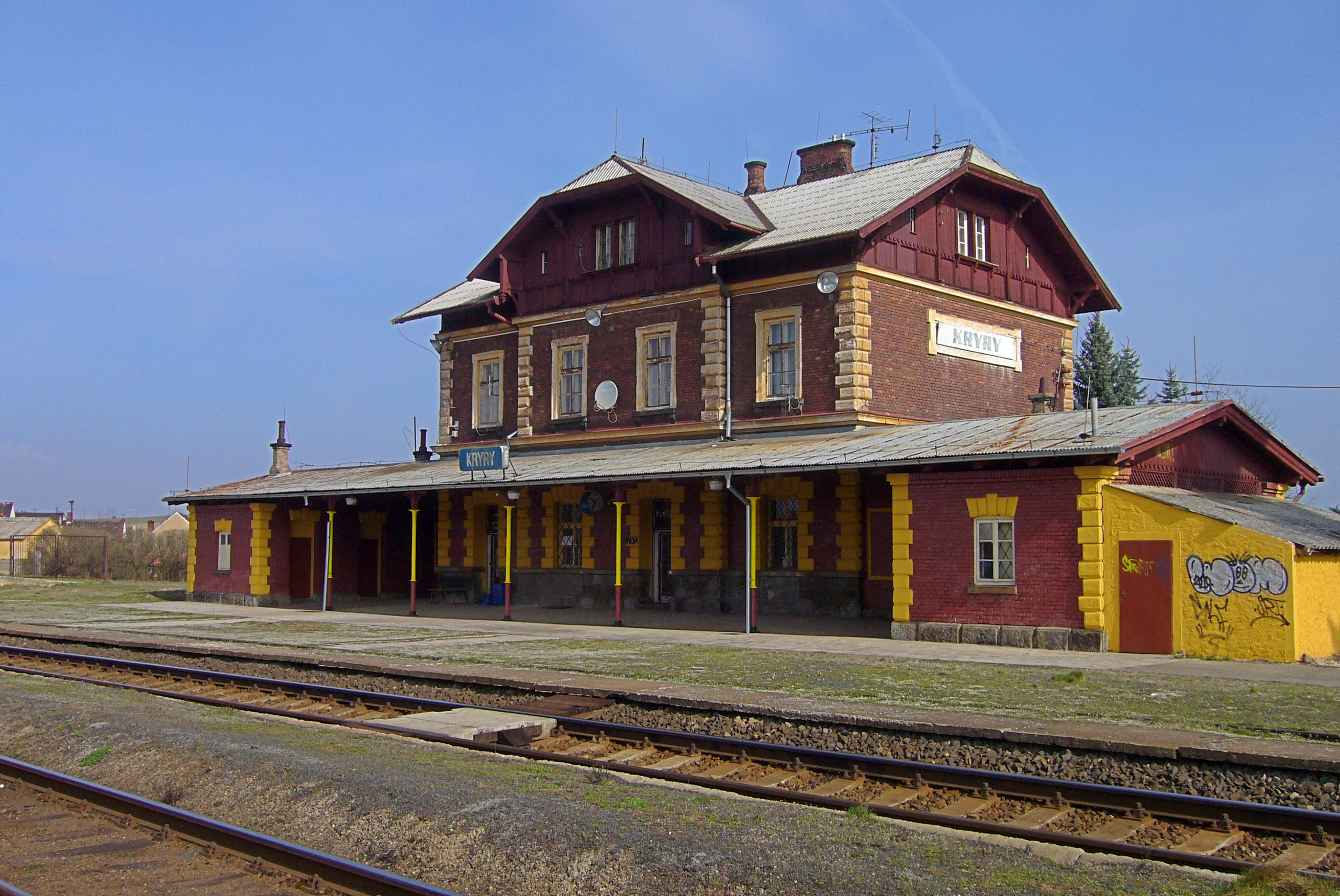
Kryry
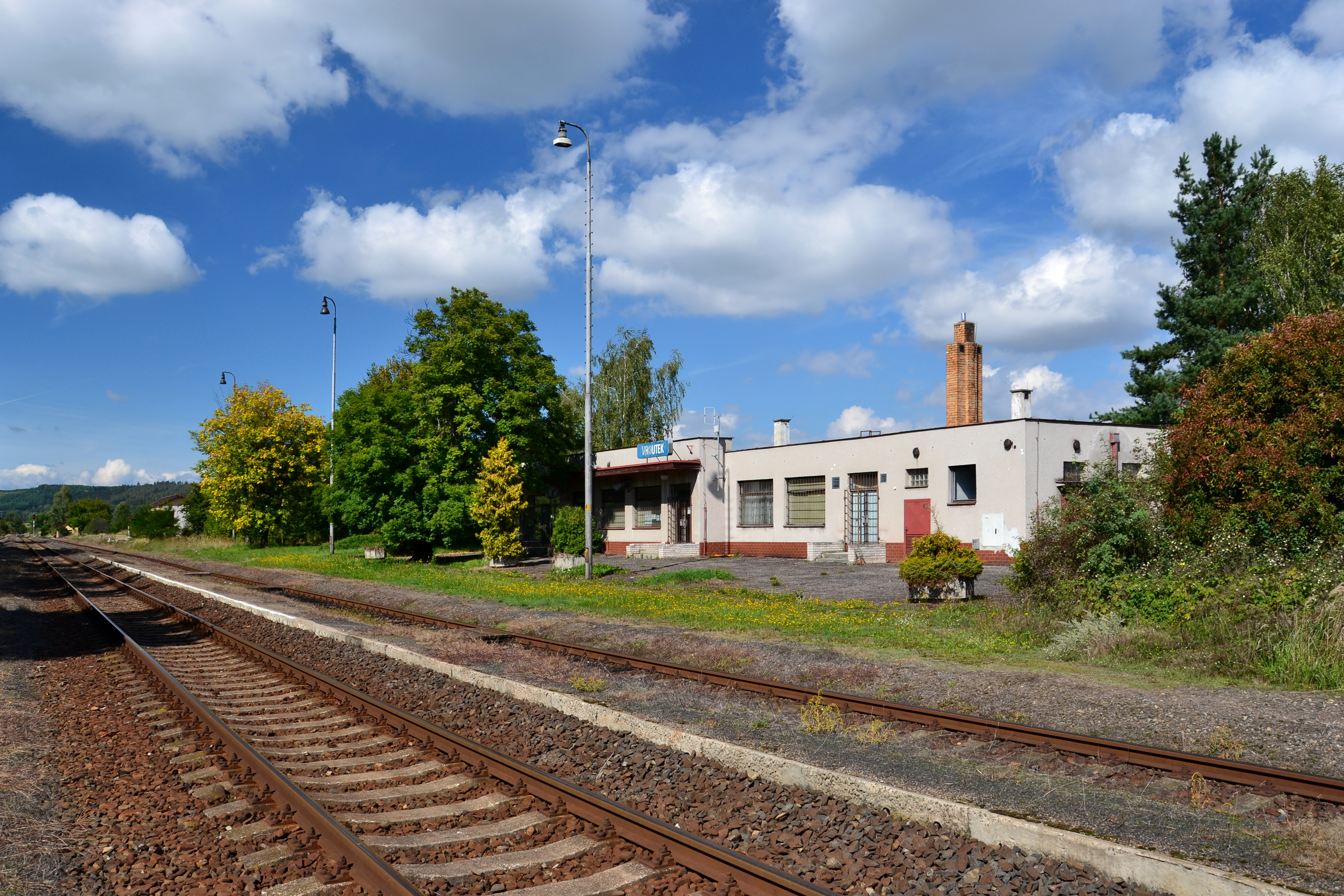
Vroutek
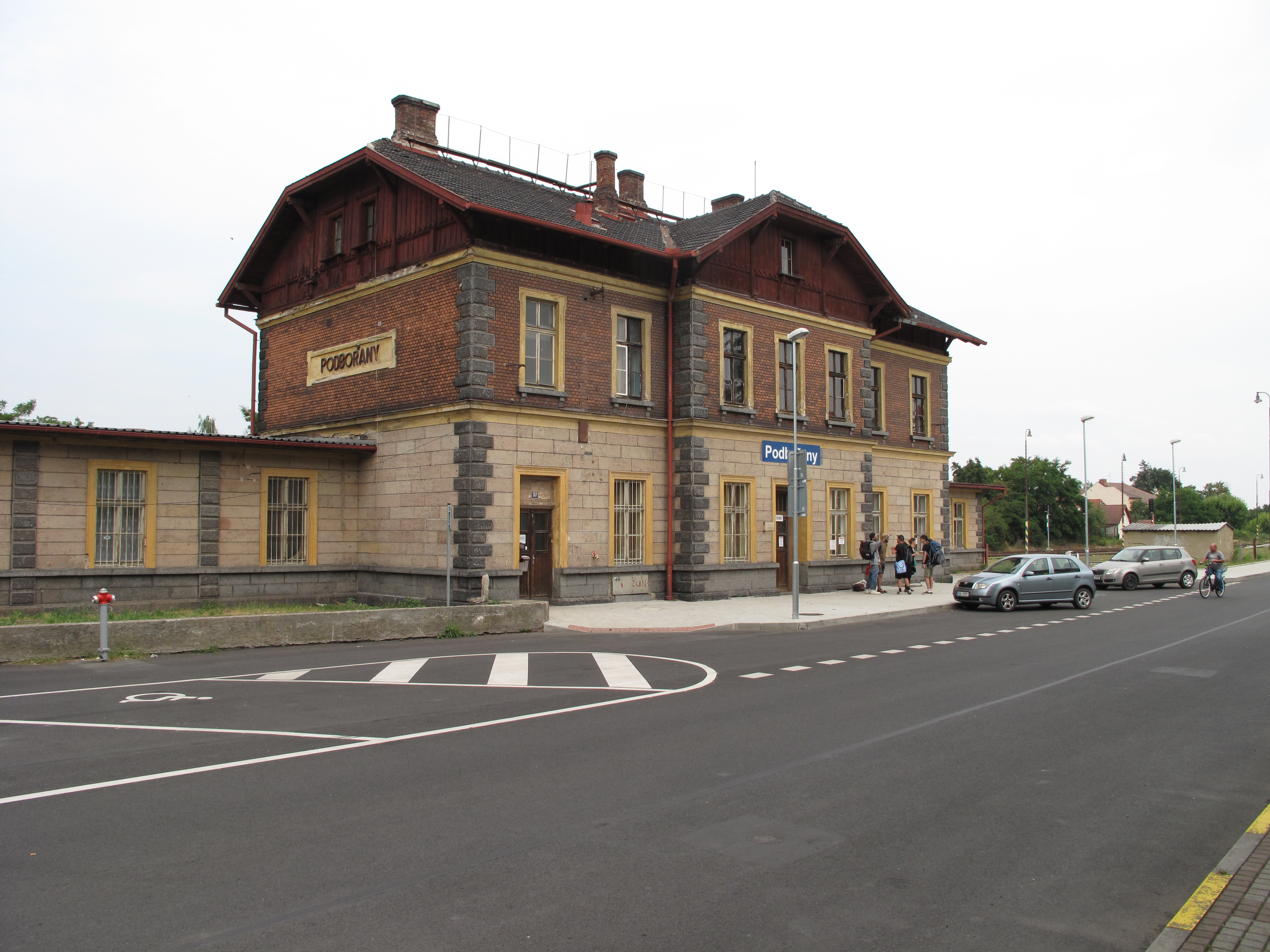
Podbořany
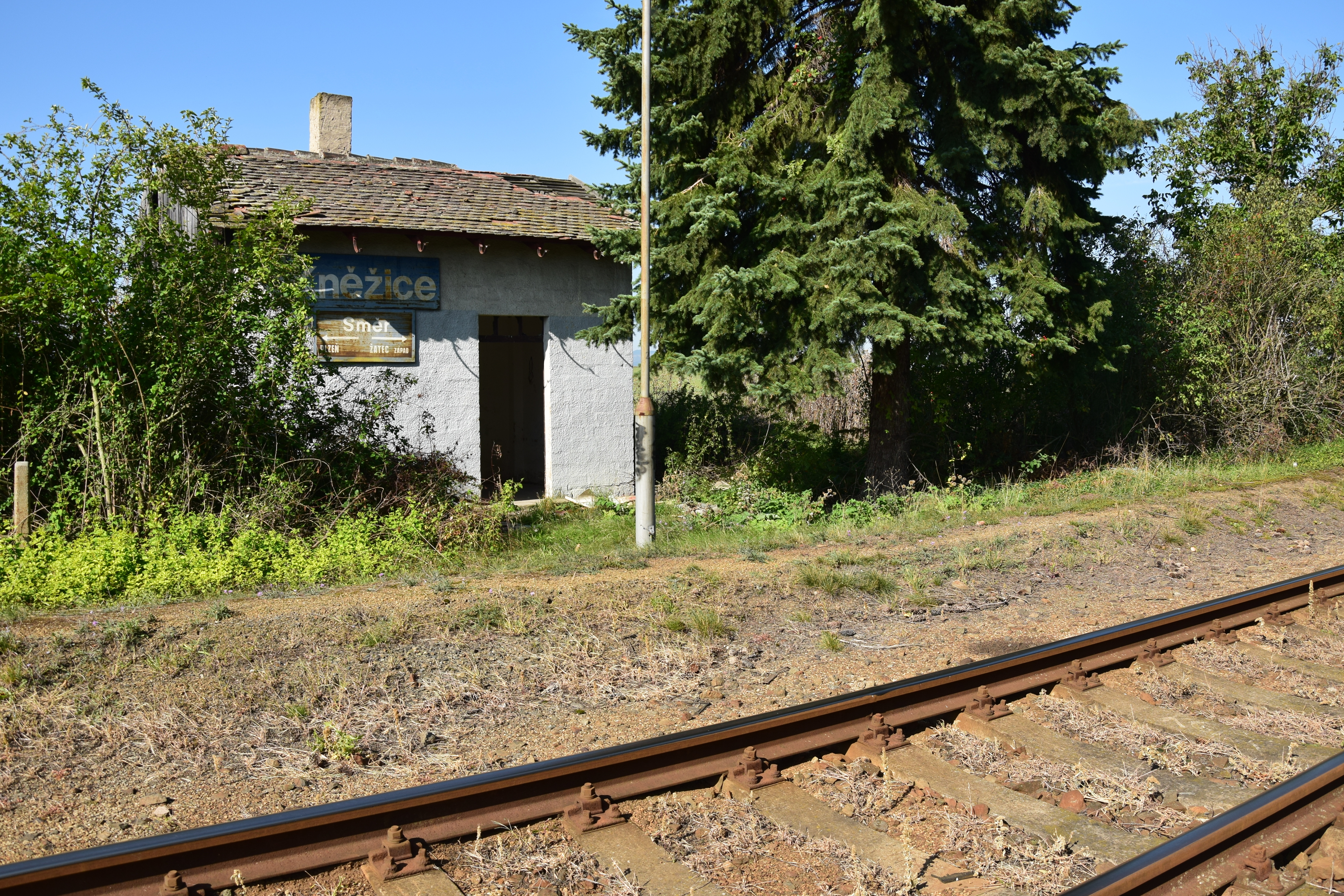
Kněžice
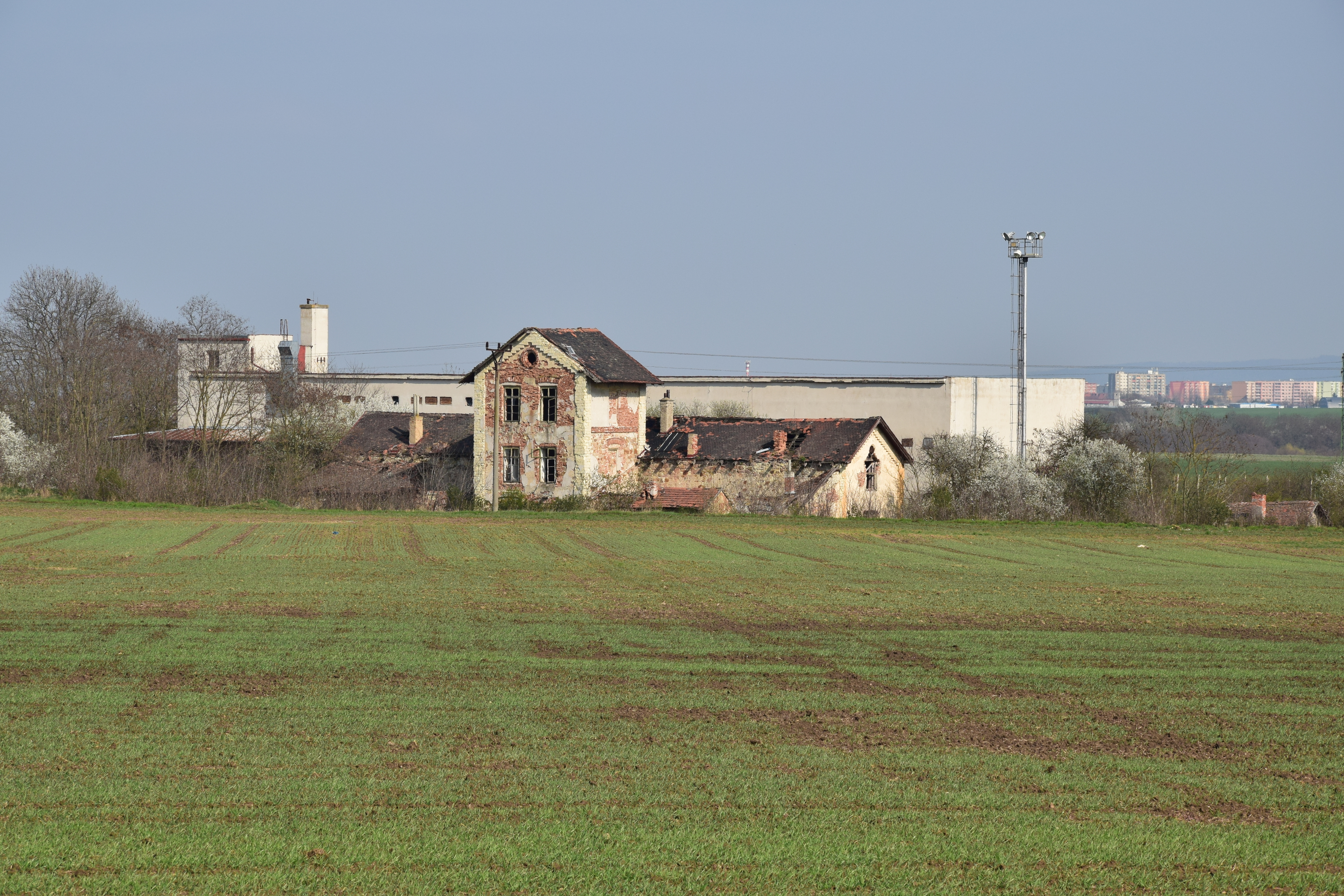
Žabokliky
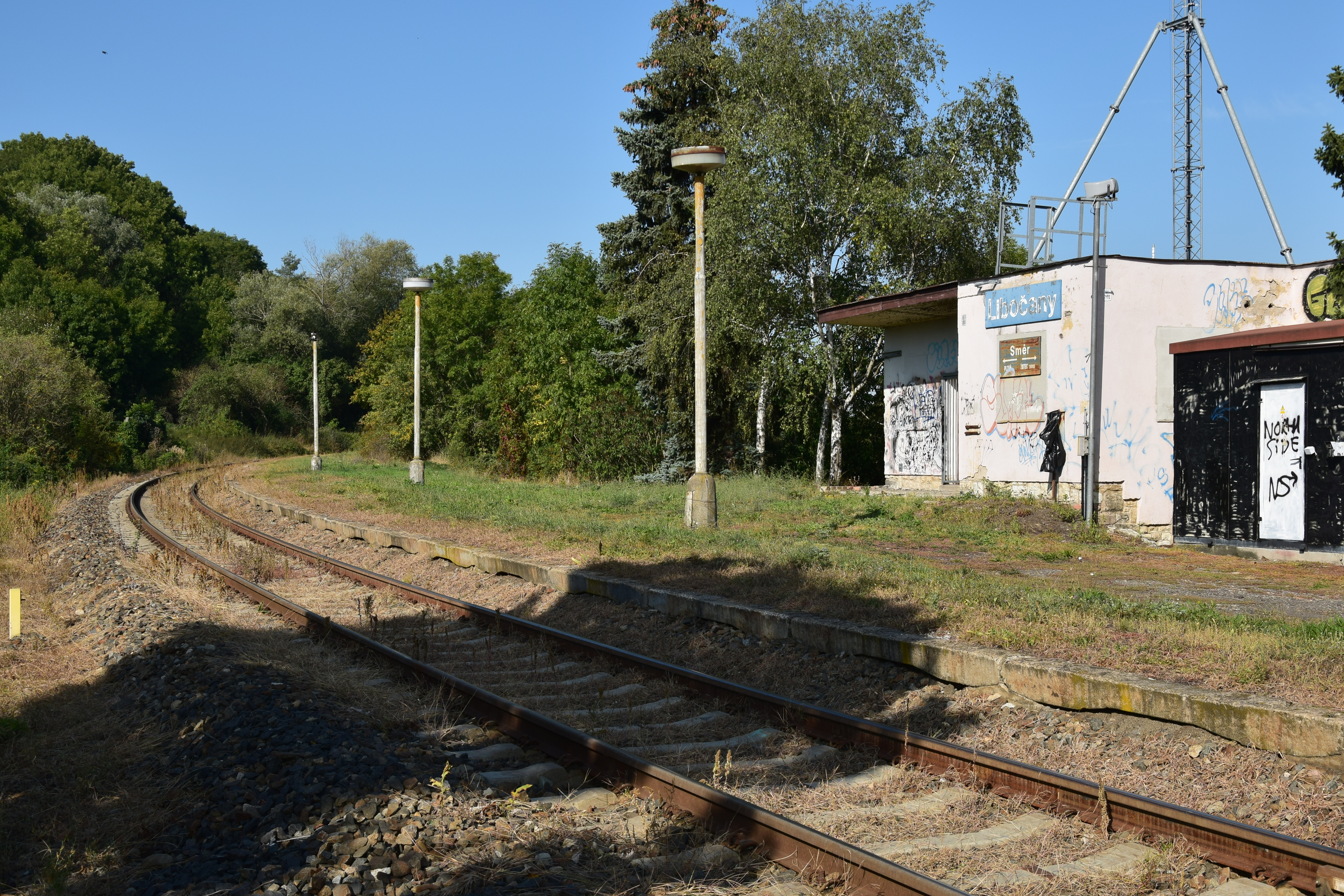
Libočany
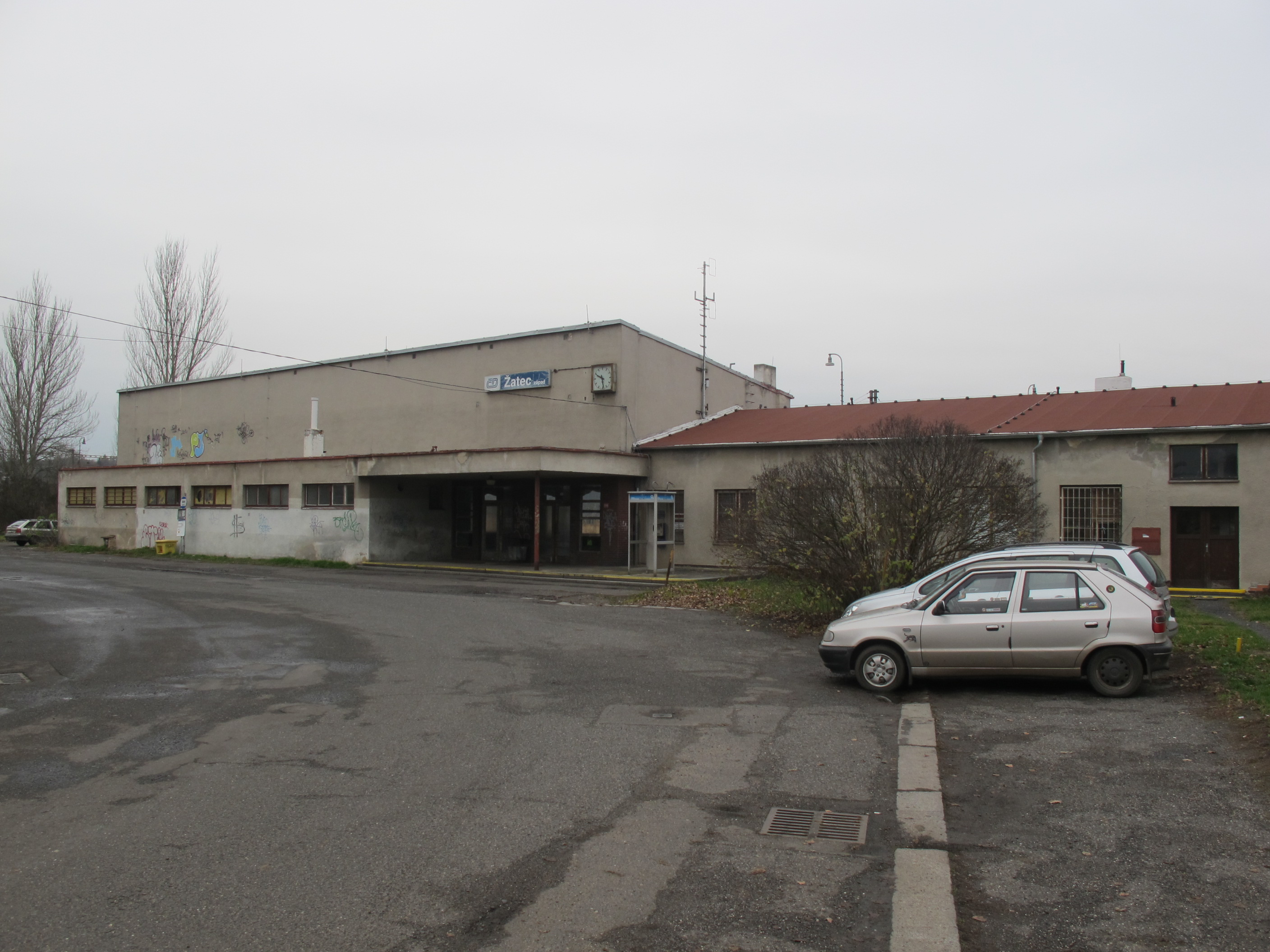
Žatec západ
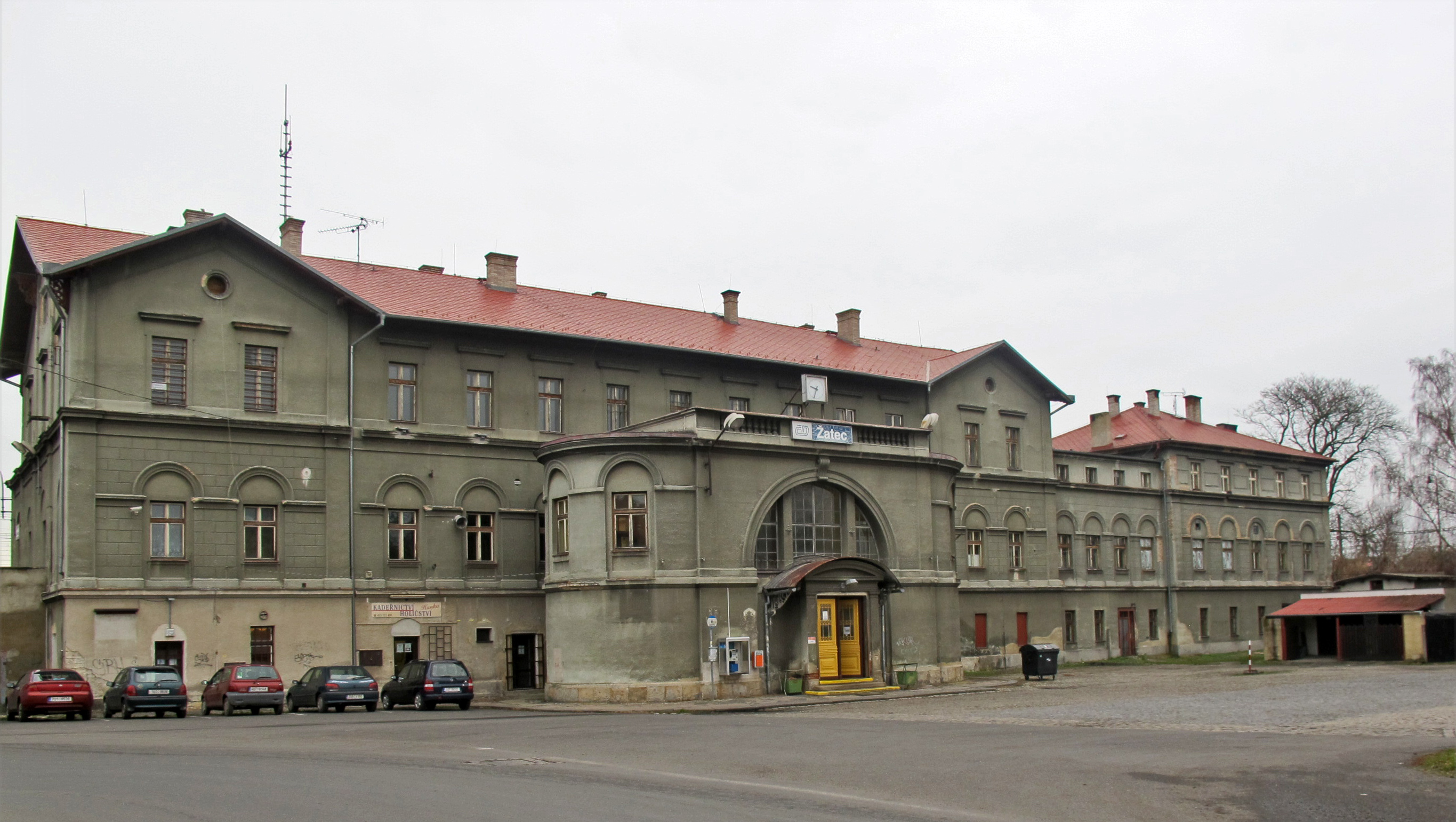
Žatec